# Dark Seal
Dark Seal (ダークシール?) (Pecetea întunecată) și Dark Seal II (ダークシール II?) sunt jocuri video de rol izometrice beat-em-up⁠(d) lansate pentru arcade de Data East în 1990 și, respectiv, 1992. Primul joc este cunoscut în limba engleză și ca Gate of Doom (Poarta pieirii) și al doilea ca Wizard Fire (Vrăjitorul Focului).

## Gameplay
Jucătorii controlează personajele dintr-o perspectivă izometrică. Aceștia trebuie să traverseze niveluri în timp ce luptă cu inamicii, evită capcanele și adună obiecte și vrăji. Este un joc cooperativ pentru doi jucători.

## Portări
La fel ca numeroase jocuri Data East, jocurile au fost portate pe Zeebo⁠(d) de către Onan Games și au fost publicate de G-Mode⁠(d) în Brazilia în 2010. 
Wizard Fire a fost inclus și în compilația Wii din 2010 Data East Arcade Classics⁠(d) de Majesco Entertainment⁠(d).
În 2018, FTEGames a portat atât Gate of Doom, cât și Wizard Fire în eShop⁠(d)-ul Nintendo Switch, precum și Gate of the Doom pe PlayStation 4, ca parte a seriei lor Johnny Turbo's Arcade de portări de jocuri arcade Data East. Portările ambelor jocuri pentru Steam, GOG și Wizard Fire pentru PS4 au fost lansate ulterior în 2021, dezvoltate și publicate de 612 Entertainment și, respectiv, Ziggurat Interactive. 
Atât Dark Seal, cât și Dark Seal II au fost portate în sistemul Evercade⁠(d) ca parte a cartușului de colectări Data East Arcade 1.

## Recepție
În Japonia, Game Machine a enumerat Dark Seal în numărul lor din 15 iulie 1990 ca fiind cea mai de succes unitate arcade de jocuri de masă din aceea lună.
Game Machine a enumerat, de asemenea, Dark Seal II, în numărul lor din 15 iunie 1992, ca fiind a noua unitate cu cel mai mare succes din aceea lună. 
Ambele jocuri au avut recenzii pozitive. Revista Leisure Line a revizuit jocul original și l-a evaluat cu 10+ din 10.
Continuarea a fost considerată de Leisure Line o îmbunătățire demnă de remarcat în general.
Retrospectiv, jocurile arcade originale au fost comparate în mod nefavorabil cu jocul RPG beat-'em-up cu defilare laterală Dungeons & Dragons: Tower of Doom⁠(d), care a fost publicat de Capcom în 1993.